# Isosturmia chatterjeeana
Isosturmia chatterjeeana är en tvåvingeart som först beskrevs av Baranov 1934.  Isosturmia chatterjeeana ingår i släktet Isosturmia och familjen parasitflugor. Inga underarter finns listade i Catalogue of Life.